# 瓦西里·卡林尼科夫
瓦西里·谢尔盖耶维奇·卡林尼科夫（羅馬化：Vasily Sergeyevich Kalinnikov；1866年1月13日—1901年1月11日），俄罗斯作曲家。生于一个贫困的家庭，早年曾入莫斯科音乐学院，但因学费问题辍学，后学习大管演奏以维生。1892年得柴可夫斯基推荐担任剧院指挥，但由于肺结核加重，不得不辞职到克里米亚休养，并死于该地。卡林尼科夫以其第一交响曲著名，该作品在风格上类似柴可夫斯基，但结构更为严谨，并采用循环曲式，全曲笼罩着梦幻般的俄罗斯气息。

## 外部連結
- 瓦西里·卡林尼科夫（德国国家图书馆目录相关文献）
- 瓦西里·卡林尼科夫的免费乐谱，由国际乐谱典藏计划提供